# 骑士团圣若翰洗者堂
骑士团圣若翰洗者堂（意大利语：Chiesa di San Giovannino dei Cavalieri) 曾用名圣若翰斩首堂（San Giovanni Decollato），是意大利佛罗伦萨的一座罗马天主教教堂，位于圣加洛街（Via San Gallo）。
在14世纪，此处服务于“水性杨花”的女人，供奉瑪利亞·瑪達肋納，后来根据马耳他骑士团的主保圣人更名为骑士团圣若翰洗者堂。该堂在1553年至1784年重建，在1699年增加立面。
目前堂内艺术品有《圣母加冕》、《圣诞》、《圣母领报》、 《圣若翰洗者斩首》、以及《最后的晚餐》等。